# 唐顺齐
唐顺齐（1988年6月—），中国足球裁判，成都体育学院本科毕业。
大学时代，唐顺齐就读于成都体育学院2007级体育系8班。2010年下半年，唐顺齐成为四川省一级足球裁判。
2013年4月21日成都市城市足球甲级联赛第4轮温江伟峰队2比1战胜凡今兄弟队的比赛之后，身为主裁判的唐顺齐飞踹温江伟峰队球员樊宏伟。据报道，比赛结束后，未上场比赛的樊宏伟质问唐顺齐为什么伤停补时时间那么短，唐顺齐仅仅回了两个字“爬开”，不满回答的樊宏伟用脏话回应了唐顺齐。唐顺齐亮出红牌，然后脱下裁判服说道“我不当裁判了！”，随即飞踹樊宏伟。两队的球员将唐樊二人拉开。唐顺齐解释说，樊宏伟在此前的比赛中就骂过他，这一次骂得更难听，实在是忍不住了。事后，唐顺齐上交了书面检查，做了检讨。成都市足协裁委会决定停止他吹罚比赛一年。报道称，这是成都足协对裁判开出的最重的罚单。樊宏伟则被停赛四场。樊宏伟接受足协的处罚，但是认为对唐顺齐的处罚过轻，应当按照其他国家的惯例给予终身禁赛处分。樊宏伟声称将向中国足协上诉。
唐顺齐2017年升为中超联赛主裁判，但是2017赛季、2018赛季中国足协从未指派他以主裁判身份执法中超联赛比赛。他还曾担任成都市足协裁委会副主任。
唐顺齐曾执法2019年熊猫杯。